# Arquebisbat de Cusco
L'arquebisbat de Cusco —Arquidiócesis del Cuzco (castellà); Archidioecesis Cuschensis (llatí)— és una seu metropolitana de l'Església catòlica. Al 2013 tenia 1.538.000 batejats d'un total de 1.594.000 habitants. Actualment està regida per l'arquebisbe Richard Daniel Alarcón Urrutia.

## Territori

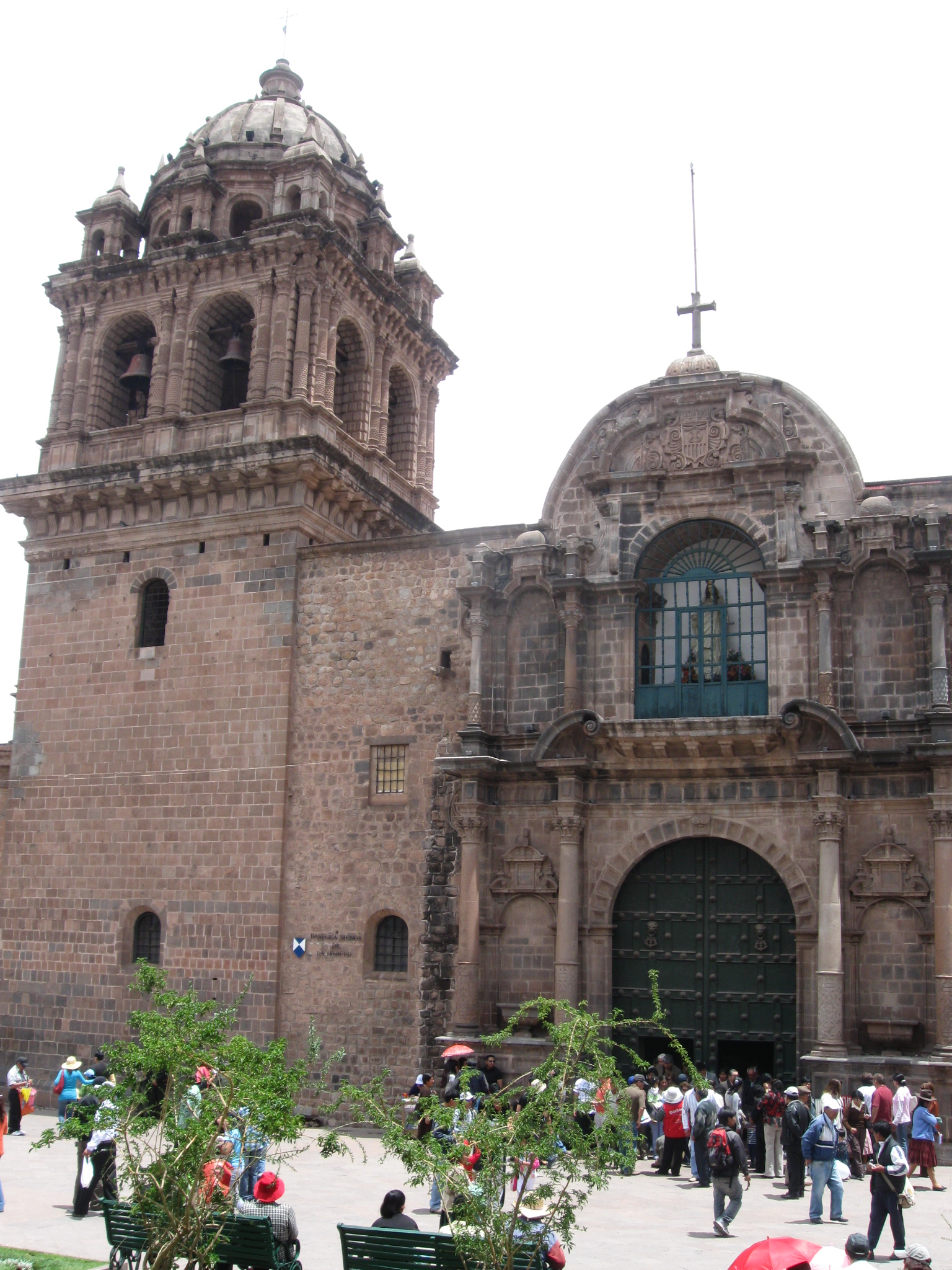
La basílica de la Mare de Déu de la Mercè de Cusco.

L'arxidiòcesi comprèn 8 províncies a la part central del departament de Cusco: Acomayo, Anta, Calca, Cusco, Paruro, Paucartambo, Quispicanchi i Urubamba.
La seu arxiepiscopal és a la ciutat de Cusco, on es troba la catedral de l'Assumpció de Maria Verge. A més, també es troba la basílica menor de la Mare de Déu de la Mercè.
El territori s'estén sobre 23.807 km² i està dividit en 79 parròquies, reagrupades en 12 diaconats: El Sagrario (Cusco), San Antonio, San Jerónimo, Anta, Paruro, Urubamba, Calca, Paucartambo, Acomayo, San Martín de Porres de Huancaro, Quispicanchi i Quebrada Honda.
La província eclesiàstica de Cusco, instituïda el 1943, comprèn les següents sufragànies:
- bisbat d'Abancay,
- prelatura territorial de Chuquibambilla,
- prelatura territorial de Sicuani.

## Història
La diòcesi de Cusco va ser erigida el 5 de setembre de 1536. Originàriament era sufragània de l'arquebisbat de Sevilla.
El 14 de maig de 1541 cedí una porció del seu territori per tal que s'erigís la diòcesi de Lima (avui arxidiòcesi).
El 12 de febrer de 1546 passà a formar part de la província eclesiàstica de l'arxidiòcesi de Lima.
L'1 de juliol de 1547, el 27 de juny de 1552 i el 20 de juliol de 1609 cedí noves porcions de territori per tal que s'erigissin respectivament les diòcesis del Paraguai (avui arquebisbat d'Asunción), de La Plata o Charcas (avui arquebisbat de Sucre) i de Huamanga (avui arquebisbat d'Ayacucho).
El 1598 s'instituí el seminari diocesà, dedicat a sant Antoni abat.
El 7 d'octubre de 1861 i el 5 de gener de 1900 cedí noves porcions de territori per tal que s'erigissin respectivament el bisbat de Puno i la prefectura apostòlica de Santo Domingo de Urubamba (avui vicariat apostòlic de Puerto Maldonado).
El 23 de maig de 1943 va ser elevada al rang d'arxidiòcesi metropolitana, mitjançant la butlla Inter praecipuas del Papa Pius XII.
El 28 d'abril de 1958 i el 10 de gener de 1959 cedí noves porcions de territori per tal que s'erigissin respectivament el bisbat d'Abancay i la prelatura territorial de Sicuani.

## Episcopologi
- Vicente Valverde Álvarez, O.P. † (8 de gener de 1537 - 31 d'octubre de 1541 mort)
  - Sede vacante (1541-1544)
- Juan Solano, O.P. † (29 de febrer de 1544 - 1562 renuncià)[2]
  - Francisco Ramírez † (6 de juliol de 1562 - 1564 mort) (bisbe electe)
- Mateo Pinello † (19 de gener de 1565 - 1569 mort)
- Sebastián Lartaún † (4 de setembre de 1570 - 9 d'octubre de 1583 mort)
  - Sede vacante (1583-1587)
- Gregorio de Montalvo Olivera, O.P. † (16 de novembre de 1587 - 11 de desembre de 1592 mort)
- Antonio de Raya Navarrete † (6 de juny de 1594 - 28 de juliol de 1606 mort)
- Fernando Mendoza González, S.J. † (12 de gener de 1609 - 1618 mort)
- Lorenzo Pérez de Grado † (18 de març de 1619 - 4 de setembre de 1627 mort)
- Fernando de Vera y Zuñiga † (16 de juliol de 1629 - 9 de novembre de 1638 mort)
  - Sede vacante (1638-1643)
  - Diego Montoyo Mendoza † (16 de juliol de 1640, però havia mort el 14 d'abril de 1640) (bisbe electe pòstum)
- Juan Alonso y Ocón † (31 d'agost de 1643 - 17 de juliol de 1651 nomenat arquebisbe de La Plata o Charcas)
- Pedro de Ortega Sotomayor † (27 de novembre de 1651 - 1658 mort)
- Agustín Muñoz Sandoval † (17 de novembre de 1659 - d'abril de 1661 mort)
- Bernardo de Izaguirre Reyes † (31 de juliol de 1662 - 15 de juliol de 1669 nomenat arquebisbe de La Plata o Charcas)
- Manuel de Molinedo Angulo † (15 de desembre de 1670 - 12 de desembre de 1699 mort)
  - Sede vacante (1699-1705)
- Juan González Santiago † (9 de febrer de 1705 - 12 de desembre de 1707 mort)
  - Sede vacante (1707-1716)
  - Melchor de la Nava y Moreno † (7 de maig de 1714, però havia mort el febrer de 1714 mort) (bisbe electe pòstum)
- Gabriel de Arregui y Gutiérrez, O.F.M.Obs. † (13 de gener de 1716 - 9 d'octubre de 1724 mort)
- Bernardo Serrada, O.Carm. † (19 de desembre de 1725 - 2 de març de 1733 mort)
- José Manuel de Sarricolea y Olea † (5 de maig de 1734 - 2 d'octubre de 1740 mort)
- Pedro Morcillo Rubio de Suñón † (18 d'abril de 1742 - 1 d'abril de 1747 mort)
- Juan de Castañeda Velásquez y Salazar † (20 de gener de 1749 - 22 de febrer de 1762 mort)
- Juan Manuel Jerónimo de Romaní y Carrillo † (26 de setembre de 1763 - 15 de setembre de 1768 mort)
- Agustín Gorrichátegui † (12 de desembre de 1770 - 28 d'octubre de 1776 mort)
- Juan Manuel Moscoso y Peralta † (28 de setembre de 1778 - 3 d'agost de 1789 nomenat arquebisbe de Granada)
- Bartolomé María de las Heras Navarro † (14 de desembre de 1789 - 31 de març de 1806 nomenat arquebisbe de Lima)
- José Pérez Armendáriz † (31 de març de 1806 - 9 de febrer de 1819 mort)
- José Calixto de Orihuela, O.S.A † (27 de juny de 1821 - 25 d'agost de 1838 renuncià)[3]
  - José Sebastian de Goyeneche y Barreda † (13 de novembre de 1832 - 17 de setembre de 1838) (vicari apostòlic)
- Eugenio Mendoza Jara † (17 de setembre de 1838 - 18 d'agost de 1854 mort)
  - Sede vacante (1854-1865)
- Julián de Ochoa † (27 de març de 1865 – abans del 12 de març de 1875 renuncià)
- Pedro José Tordayo † (17 de setembre de 1875 - 23 de març de 1880 renuncià)
  - Sede vacante (1880-1893)
- Juan Antonio Falcón † (19 de gener de 1893 - 1 de maig de 1909 mort)
- José Gregorio Castro, O.F.M. † (28 de març de 1910 - 13 de novembre de 1917 renuncià)
- Pedro Pascual Francesco Farfán † (19 d'abril de 1918 - 18 de setembre de 1933 nomenat arquebisbe de Lima)
- Felipe Santiago Hermosa y Sarmiento † (13 de juny de 1935 - 17 de desembre de 1956 renuncià)
- Carlos María Jurgens Byrne, C.SS.R. † (17 de desembre de 1956 - 6 de desembre de 1965 nomenat arquebisbe de Trujillo)
- Ricardo Durand Flórez, S.J. † (14 de febrer de 1966 - 14 de gener de 1975 nomenat arquebisbe, a títol personal, de Callao)
- Luis Vallejos Santoni † (14 de gener de 1975 - 8 de juny de 1982 mort)
- Alcides Mendoza Castro † (5 d'octubre de 1983 - 29 de novembre de 2003 jubilat)
- Juan Antonio Ugarte Pérez (29 de novembre de 2003 - 28 d'octubre de 2014 jubilat)
- Richard Daniel Alarcón Urrutia, des del 28 d'octubre de 2014

## Demografia
A finals del 2013, la diòcesi tenia 1.538.000 batejats sobre una població de 1.594.000 persones, equivalent al 96,5% del total.
| any  | població  | població  | població | sacerdots | sacerdots       | sacerdots       | sacerdots             | diaques | religiosos | religiosos | parròquies |
| ---- | --------- | --------- | -------- | --------- | --------------- | --------------- | --------------------- | ------- | ---------- | ---------- | ---------- |
| any  | batejats  | total     | %        | total     | clergat secular | clergat regular | batejats por sacerdot | diaques | homes      | dones      |            |
| 1950 | 860.000   | 880.000   | 97,7     | 129       | 68              | 61              | 6.666                 |         | 158        | 240        | 145        |
| 1966 | 610.630   | 678.478   | 90,0     | 98        | 40              | 58              | 6.230                 |         | 58         | 85         | 53         |
| 1968 | 446.559   | 496.177   | 90,0     | 77        | 37              | 40              | 5.799                 |         | 58         | 90         | 34         |
| 1976 | 516.710   | 900.000   | 57,4     | 53        | 38              | 15              | 9.749                 | 1       | 45         | 99         | 68         |
| 1980 | 530.000   | 606.000   | 87,5     | 72        | 57              | 15              | 7.361                 |         | 34         | 98         | 68         |
| 1990 | 890.000   | 915.000   | 97,3     | 110       | 52              | 58              | 8.090                 | 5       | 105        | 261        | 94         |
| 1999 | 1.239.000 | 1.256.000 | 98,6     | 157       | 91              | 66              | 7.891                 |         | 112        | 362        | 94         |
| 2000 | 1.249.000 | 1.269.000 | 98,4     | 142       | 90              | 52              | 8.795                 |         | 114        | 366        | 94         |
| 2001 | 1.262.000 | 1.280.000 | 98,6     | 144       | 91              | 53              | 8.763                 |         | 115        | 378        | 95         |
| 2002 | 1.284.000 | 1.300.000 | 98,8     | 187       | 112             | 75              | 6.866                 |         | 171        | 471        | 111        |
| 2003 | 1.325.000 | 1.350.000 | 98,1     | 174       | 98              | 76              | 7.614                 | 3       | 129        | 300        | 110        |
| 2004 | 1.350.000 | 1.400.000 | 96,4     | 132       | 72              | 60              | 10.227                |         | 90         | 205        | 89         |
| 2006 | 1.420.000 | 1.471.000 | 96,5     | 138       | 81              | 57              | 10.289                |         | 159        | 127        | 76         |
| 2013 | 1.538.000 | 1.594.000 | 96,5     | 138       | 79              | 59              | 11.144                |         | 164        | 154        | 79         |